# Rio Jerarrate
O rio Jerarrate (em armênio: Ջրառատի գետ; romaniz.: Jraṙati get) é um rio da Armênia, na província de Xiraque. Nasce nas encostas das montanhas Fambaque e flui por 18 quilômetros até encontrar pela esquerda com o rio Acuriã, na confluência com o rio Aras.